# Conirostre oreillard
Conirostrum leucogenys
Espèce
Statut de conservation UICN

 LC  : Préoccupation mineure
Le Conirostre oreillard (Conirostrum leucogenys), également appelé Sucrier à oreilles blanches, est une espèce de passereaux de la famille des Thraupidae.

## Répartition géographique
Il vit au Panama, en Colombie et au Venezuela.

## Sous-espèces
Cet oiseau est représenté par trois sous-espèces :
- Conirostrum leucogenys cyanochrous;
- Conirostrum leucogenys leucogenys ;
- Conirostrum leucogenys panamense.